# John Bradshaw
John Bradshaw (ur. 15 lipca 1602 w Stockport, zm. 31 października 1659 w Londynie) – angielski sędzia.

## Życiorys
W 1643 został sędzią sądu szeryfa w Londynie, podczas wczesnych lat angielskiej wojny domowej używał swoich talentów prawnych do wspierania powodów ze stronnictwa parlamentu, a w 1647 szefem wymiaru sprawiedliwości w Chester. W styczniu 1649 independenci (radykalni purytanie) kontrolujący Izbę Gmin powołali go na stanowisko przewodniczącego sądu mającego osądzić oskarżonego o zdradę króla Karola Stuarta. Odrzucił prośbę Karola o rozpatrzenie jego sprawy przez parlament, a następnie skazał monarchę na śmierć (wyrok wykonano przez ścięcie 30 stycznia 1649). W marcu 1649 został przewodniczącym Rady Stanu - ciała wykonawczego Commonwealthu. W 1653, gdy Oliver Cromwell ustanowił Protektorat, Bradshaw otwarcie wyraził swoje niezadowolenie z nowego rządu i w 1654 wycofał się z polityki. Gdy po śmierci Cromwella, jego syn Richard zrezygnował z władzy, Bradshaw ponownie został członkiem Rady Stanu, a w czerwcu został komisarzem Wielkiej Pieczęci.